# Mahneshan e Ijrud (circoscrizione elettorale)
La Circoscrizione di Mahneshan e Ijrud è un collegio elettorale iraniano istituito per l'elezione dell'Assemblea consultiva islamica. 

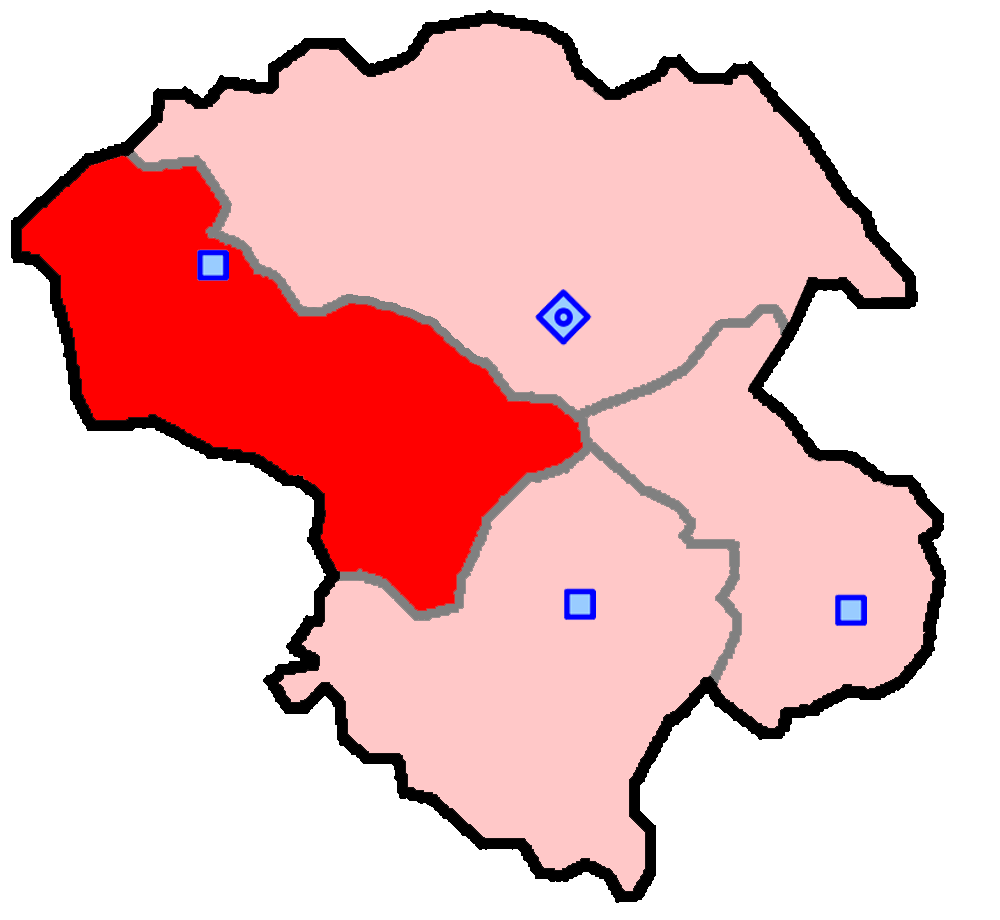
La circoscrizione di Mahneshan e Ijrud, all'interno della Provincia di Zanjan

## Elezioni
Alle Elezioni parlamentari in Iran del 2016 è stato l'indipendente Morteza Khatami, con 13,875.